# HEART & SOUL (稲垣潤一のアルバム)
『HEART & SOUL』（ハート・アンド・ソウル）は、1989年4月19日に発売された稲垣潤一9枚目のスタジオ・アルバム。

## 解説
シングル「セブンティ・カラーズ・ガール」を収録。

## ボーナス・トラック
2002年の再発盤のみ「MOONLIGHT MERMAID」（「君のためにバラードを」B面）を追加収録。

## チャート成績
4作目のオリコンアルバムチャート1位獲得。

## パッケージ仕様
1989年初盤のみ三方背BOXパッケージ仕様。J.I.オリジナル・ステッカー、J.I.ブックレットを封入。

## 収録曲
1. 君に逢いたい午後
作詞：秋元康 / 作曲：MAYUMI / 編曲：坂本洋
2. Stay with me
作詞：秋元康 / 作曲：河内淳一 / 編曲：萩田光雄
3. 悲しみは優し過ぎて
作詞：売野雅勇 / 作曲・編曲：林哲司
4. Misty Blue
作詞：売野雅勇 / 作曲：中崎英也 / 編曲：西本明
5. 短くも美しく燃えて
作詞：秋元康 / 作曲：MAYUMI / 編曲：萩田光雄
6. セブンティ・カラーズ・ガール
作詞：売野雅勇 / 作曲：TSUKASA / 編曲：西本明
7. Thank you for the music
作詞・作曲：稲垣潤一 / 編曲：塩入俊哉
8. 君らしくない
作詞・秋元康 / 作曲：TSUKASA / 編曲：西本明
9. Destiny
作詞：秋元康 / 作曲：中崎英也 / 編曲：西本明
10. Memory Flickers
作詞：売野雅勇 / 作曲・編曲：林哲司
11. MOONLIGHT MERMAID
作詞：秋元康 / 作曲：筒美京平 / 編曲：志熊研三
2002年再発盤のみ収録。

## タイアップ
- セブンティ・カラーズ・ガール（1989年カネボウ化粧品　春のイメージソング）
- Destiny（sometimeワールドカップ89　イメージソング）

## 参加ミュージシャン
- Keyboards：山田秀俊,恩田直幸,西本明,坂本洋,塩入俊哉
- Bass：高水健司,岡沢章,美久月千晴
- Drums：岡本郭男,島村英二,山木秀夫,渡辺豊,稲垣潤一
- E.Guitar：芳野藤丸,松原正樹,今剛,岩井真一
- Ac.Guitar：吉川忠英,岩井真一,坂本洋
- Syn.op：福田隆太,迫田到,石川鉄男,松武秀樹,斉藤修
- Chorus：稲垣潤一,EVE,河内淳一,比山貴詠史,坂本洋,木戸やすひろ
- Sax：ジェイク・H・コンセプション
- Strings：金子飛鳥グループ,加藤ジョーグループ